# Delton (Míchigan)
Delton es un lugar designado por el censo ubicado en el condado de Barry en el estado estadounidense de Míchigan. En el Censo de 2010 tenía una población de 872 habitantes y una densidad poblacional de 151,18 personas por km².

## Geografía
Delton se encuentra ubicado en las coordenadas 42°29′43″N 85°24′45″O / 42.49528, -85.41250. Según la Oficina del Censo de los Estados Unidos, Delton tiene una superficie total de 5.77 km², de la cual 5.59 km² corresponden a tierra firme y (3.01%) 0.17 km² es agua.

## Demografía
Según el censo de 2010, había 872 personas residiendo en Delton. La densidad de población era de 151,18 hab./km². De los 872 habitantes, Delton estaba compuesto por el 94.95% blancos, el 1.03% eran afroamericanos, el 0.57% eran amerindios, el 0.57% eran asiáticos, el 0% eran isleños del Pacífico, el 0.23% eran de otras razas y el 2.64% pertenecían a dos o más razas. Del total de la población el 1.61% eran hispanos o latinos de cualquier raza.